# Heo Sol-ji
Đây là một tên người Triều Tiên, họ là Heo.
Heo Sol-ji (Hangul: 허솔지, Hanja: 許率智, Hán-Việt: Hứa Suất Trí, sinh ngày 10 tháng 1 năm 1989), thường được biết đến với nghệ danh Solji, là một nữ ca sĩ Hàn Quốc. Cô là nhóm trưởng và giọng ca chính của nhóm nhạc nữ EXID thuộc BANANA Culture. Ban đầu cô ra mắt với tư cách là một trong hai thành viên của nhóm nhạc ballad 2NB.
Trước khi trở thành thành viên của EXID, cô từng là người huấn luyện thanh nhạc cho nhóm.

## Tiểu sử
Solji sinh ngày 10 tháng 1 năm 1989 tại Quận Gwanak, thành phố đặc biệt Seoul, Hàn Quốc.

## Sự nghiệp

### 2006-2012: 2NB và sự nghiệp solo
Năm 2006, Solji ra mắt với tư cách là một trong hai thành viên của nhóm nhạc ballad 2NB.
Năm 2008, Solji lần lượt phát hành các mini-album Challenge, In Jongno, Like the First Feeling và đĩa đơn "The Day I Loved" với tư cách là ca sĩ solo. Tháng 5 năm 2008, cô thể hiện bài hát "Love Shake", nhạc phim của bộ phim truyền hình Love and Law.
Từ năm 2009 đến năm 2012, Solji hợp tác với nhiều nghệ sĩ như Singun, Hyesung, Ah-in, PK Heman và Heo In-chang. Đầu năm 2012, Solji ngừng hoạt động với 2NB.

### 2012-nay: EXID, Dasoni và hoạt động cá nhân
Không lâu sau khi EXID ra mắt vào tháng 2 năm 2012, các thành viên Dami, Yuji và Haeryeong được thông báo là đã rời nhóm, đồng thời Solji và Seo Hyerin được bổ sung vào đội hình. Trước đó cô đóng vai trò là người huấn luyện thanh nhạc của nhóm.
Tháng 2 năm 2013, Solji và thành viên cùng nhóm Hani tham gia nhóm nhỏ đầu tiên của EXID với tên gọi Dasoni. Nhóm phát hành đĩa đơn đầu tay "Goodbye" vào ngày 15 tháng 2.
Tháng 2 năm 2015, Solji trở thành quán quân đầu tiên của chương trình truyền hình King of Mask Singer. Tháng 5 năm 2015, cô góp mặt trong bài hát "Shouldn't Have Treated You Well" của nhóm nhạc nam Welldone Potato. Tháng 8 năm 2015, Solji tham gia thu âm bài hát "One Dream One Korea" cho chiến dịch cùng tên và sau đó cũng xuất hiện trong video âm nhạc của bài hát được phát hành vào ngày 18 tháng 9. Tháng 12 năm 2015, cô song ca với Yoo Jae-hwan trong bài hát "Today".
Ngày 8 tháng 2 năm 2016, Solji xuất hiện trong tập thử nghiệm dịp Tết Nguyên đán của chương trình Duet Song Festival cùng người bạn diễn là giảng viên thanh nhạc Doo Jin-soo và giành chiến thắng trong tập này. Sau đó, cặp đôi còn tiếp tục chiến thắng trong 2 tập chính thức kế tiếp của chương trình. Với những thành công liên tiếp trên các chương trình thi hát, đặc biệt là các chương trình thử nghiệm diễn ra vào dịp Tết, Solji được giới truyền thông Hàn Quốc ưu ái gọi là "Nữ hoàng show âm nhạc giải trí" và "Nữ hoàng của các chương trình năm mới".
Chiều tối ngày 20 tháng 12 năm 2016, công ty quản lý Banana Culture Entertainment thông báo EXID sẽ tạm thời hoạt động dưới đội hình 4 người do Solji được chẩn đoán mắc bệnh cường tuyến giáp trạng
Ngày 12 tháng 8 năm 2017 Solji đã xuất hiện ở "EXID Asia Tour tại Seoul 2017"..
Ngày 7 tháng 11 năm 2017 Mini Alibum Full Moon của EXID được phát hành,Solji cũng tham gia thu âm và chụp hình nhưng không tham gia quảng bá.

## Đánh giá - Nhận xét
Về khả năng ca hát của mình, Solji luôn được công nhận và đánh giá cao. Dù hoạt động một thời gian dài như là một thần tượng, song có thể nói rằng giọng hát của cô ấy "đã vượt xa những tiêu chuẩn về ca hát của một thần tượng". Trên thực tế, trước khi ra mắt như một thần tượng, Solji đã là một giảng viên thanh nhạc và thường xuyên thu các bản hát mẫu cho một số ca sĩ khác, vì vậy việc giọng hát của cô được đón nhận và đánh giá cao cũng là điều khá dễ hiểu.
Giọng hát của Solji đã có một sự thay đổi so với thời kì hoạt động với nhóm nhạc ballad 2NB, đặc biệt trong các ca khúc của EXID, Solji đã xử lý lại cách hát của mình giúp các bài hát nghe được mới mẻ hơn và phù hợp với thị hiếu giới trẻ cũng như dòng nhạc mà các nhóm nhạc thần tượng theo đuổi. 
Chất giọng Solji được nhận xét là đầy nội lực bất kể quãng trầm, trung và cao. Chúng được xử lý dựa trên phương pháp cảm âm chuẩn của cô. Đặc biệt, điểm mạnh lớn nhất của Solji là duy trì sự ổn định ở dải cao, và hầu hết các bài hát của EXID đều yêu cầu quãng cao khoảng 3 quãng tám (E5) ~ F♯ (F♯5) ~ (G5).  Solji thể hiện mình là một giọng ca tuyệt vời ở chỗ cô duy trì được sự ổn định đáng kể trong khoảng từ 3 quãng tám ♯ (D♯5) đến 3 quãng tám sol (G5) .
Ngoài ra, cô cũng có ưu điểm là có khả năng truyền tải cảm xúc vào các câu hát của mình, cũng như chất giọng có âm sắc cổ điển, chuẩn mực, trưởng thành nhưng mặt khác lại mang một màu sắc riêng và độc đáo, nổi bật với chất khàn đặc trưng. Vì có một chất giọng đẹp bẩm sinh và kĩ thuật thanh nhạc tốt nên hầu hết các ca khúc đều được Solji thể hiện hoàn chinh, đặc biệt ấn tượng với các ca khúc ballad.
Về khả năng nhảy của mình, tự Solji cũng đánh giá không cao vì xuất thân không từ một ca sĩ thần tượng. Mặc dù vây, bằng nhiều nỗ lực, nên cô đã có nhiều cải thiện và được nhận xét là nhảy khá. 

## Danh sách bài hát

### Mini-album
| Album                  | Thông tin                                                                                             | Danh sách bài hát |
| ---------------------- | --- | --- |
| Challenge              | - Phát hành: 15 tháng 1 năm 2008 - Định dạng: CD, tải về kỹ thuật số - Hãng đĩa: Friday Entertainment | 1. "Because I Was Afraid" (hợp tác với Suho) 2. "The Day I Loved" 3. "Smile" 4. "Don't"                                                                       |
| In Jongno              | - Phát hành: 22 tháng 5 năm 2008 - Định dạng: CD, tải về kỹ thuật số - Hãng đĩa: Friday Entertainment | 1. "In Jongno" (hợp tác với PK Heman) 2. "내게 남은 사랑을 드릴께요" 3. "조금만 사랑했다면" 4. "In Jongno (Không lời)" 5. "In Jongno (Phiên bản tiếng Trung)" |
| Like the First Feeling | - Phát hành: 22 tháng 7 năm 2008 - Định dạng: CD, tải về kỹ thuật số - Hãng đĩa: Friday Entertainment | 1. "Like the First Feeling (Remix)" 2. "Like the First Feeling" 3. "In Jongno" (hợp tác với PK Heman) 4. "내게 남은 사랑을 드릴께요" 5. "조금만 사랑했다면"   |

### Bài hát
| Năm  | Bài hát                           | Album                    | Ghi chú                      |
| ---- | --------------------------------- | ------------------------ | ---------------------------- |
| 2008 | "The Day I Loved"                 | Đĩa đơn nhạc số          | Solo                         |
| 2008 | "Love Shake"                      | Love and Law OST         | Solo                         |
| 2009 | "When You Want to Give Up"        | Broom Tree Vol. 2        | Với Sin-gun                  |
| 2009 | "Goodbye, My Lover"               | Goodbye, My Lover        | Với Hye-sung                 |
| 2009 | "First Love"                      | Blue Diary               | Với Ah-in và Back Attack     |
| 2010 | "You are Away from Me"            | Wife Returns OST         | Solo                         |
| 2011 | "Be With You"                     | PK Begins                | Với PK Heman                 |
| 2011 | "Last Tango"                      | New Story Part. 3        | Với Heo In-chang             |
| 2012 | "Unromantic"                      | SeLah                    | Với PK Heman và Kim Hyun-joo |
| 2015 | "Love Sweet"                      | The Producers OST        | Solo                         |
| 2015 | "Shouldn't Have Treated You Well" | Đĩa đơn nhạc số          | Với Welldone Potato          |
| 2015 | "One Dream One Korea"             | Đĩa đơn nhạc số          | Với nhiều nghệ sĩ            |
| 2015 | "Today"                           | Don't Worry Music Vol. 1 | Với Yoo Jae-hwan             |
| 2020 | "Rains again"                     | Đĩa đơn nhạc số          | Solo                         |

## Danh sách phim

### Chương trình truyền hình
| Năm  | Tên chương trình    | Kênh | Ghi chú                                |
| ---- | ------------------- | ---- | -------------------------------------- |
| 2015 | King of Mask Singer | MBC  | Vô địch tập đầu tiên                   |
| 2015 | Top Gear Korea 6    | XTM  | Khách mời với Hani                     |
| 2018 | King of Mask Singer | MBC  | Vô địch mùa 4 Nhân vật:Dongmakgol girl |